# Dominik Schwaiger
Dominik Schwaiger (Berchtesgaden, 1º maggio 1991) è un ex sciatore alpino tedesco.

## Biografia
Figlio di Michael Eder, a sua volta sciatore alpino, e attivo dal dicembre del 2006, Dominik Schwaiger ha esordito in Coppa Europa l'11 febbraio 2010 in slalom gigante, senza completare la prova, e in Coppa del Mondo il 23 ottobre 2011  a Sölden nella medesima specialità, senza qualificarsi per la seconda manche. Il 3 dicembre 2013 ha conquistato il suo primo podio in Coppa Europa giungendo 2º nello slalom gigante disputato a Klövsjö/Vemdalen, alle spalle del francese François Place; ha conquistato il miglior risultato in Coppa del Mondo il 21 dicembre 2015 in Alta Badia in gigante parallelo (4º) e l'ultimo podio in Coppa Europa il 23 febbraio 2017 a Sarentino in combinata (3º).
Ha preso parte a due edizioni dei Campionati mondiali, Åre 2019 (25º nella discesa libera, 15º nel supergigante, 35º nella combinata) e Cortina d'Ampezzo 2021 (22º nella discesa libera, non ha completato il supergigante), e a una dei Giochi olimpici invernali, Pechino 2022 (non ha completato la discesa libera, l'unica gara nella quale ha preso il via). Ha preso per l'ultima volta il via in Coppa del Mondo il 18 febbraio 2024 a Kvitfjell in supergignate (46º) e ha disputato le sue ultime gare in carriera in occasione dei Campionati italiani 2024 (Sarentino, 25 marzo-6 aprile).

## Palmarès

### Coppa del Mondo
- Miglior piazzamento in classifica generale: 55º nel 2022

### Coppa Europa
- Miglior piazzamento in classifica generale: 19º nel 2014
- 7 podi:
  - 2 secondi posti
  - 5 terzi posti

### South American Cup
- Miglior piazzamento in classifica generale: 7º nel 2019
- Vincitore della classifica di discesa libera nel 2019
- 4 podi:
  - 1 vittoria
  - 3 secondi posti

#### South American Cup - vittorie
| Data             | Località | Paese | Specialità |
| ---------------- | -------- | ----- | ---------- |
| 4 settembre 2018 | La Parva | Cile  | DH         |

Legenda:

DH = discesa libera

### Campionati tedeschi
- 10 medaglie[2]:
  - 4 ori (slalom gigante nel 2011; supergigante nel 2019; discesa libera, supergigante nel 2021)
  - 3 argenti (combinata nel 2016; supergigante nel 2017; discesa libera nel 2019)
  - 3 bronzi (supergigante nel 2013; slalom gigante nel 2014; supergigante nel 2016)